# فرودگاه بین‌المللی ماسنا
فرودگاه بین‌المللی ماسنا (به انگلیسی: Massena International Airport) (به زبان بومی: Richards Field) یک فرودگاه همگانی با کد یاتا MSS است که یک باند فرود آسفالت دارد و طول باند آن ۱۷۰۷ متر است. این فرودگاه در کشور ایالات متحده آمریکا قرار دارد و در ارتفاع ۶۵٫۵ متری از سطح دریا واقع شده‌است.